# Дом Второго Общества взаимного кредита
Дом Второго Общества взаимного кредита — памятник архитектуры. Расположен в Центральном районе Санкт-Петербурга, современный адрес дома — Садовая улица, 34.
Участок 23 метра в ширину и втрое больше в длину был куплен с трёхэтажным домом под снос.
Первый проект нового строения в сентябре 1906 года выполнил Б. Я. Зонн. Его пятиэтажное здание, в плане похожее на двутавр, было похоже на доходный дом и выполнено в уже устаревшем эклектичном стиле: округлые эркеры по краям завершались куполами и шпилями.
После этого проекта заказчики через журнал «Зодчий» в январе 1907 года объявили конкурс с тремя премиями. Проекты надо было предоставить до 19 марта, в комиссии были Л. Н. Бенуа, Г. Д. Гримм, З. Я. Леви, П. Ю. Сюзор, два представителя банка и секретарь Н. П. Козлов. Согласно конкурсу, у лицевого корпуса должно было быть три этажа, на первом этаже должны были располагаться два магазина, операционный зал должен был быть расположен на втором этаже, фасад должен был быть облицован естественным камнем.
На конкурс был подан 41 проект, 21 из них сразу был отсеян. Первую премию получил проект «Отстань» М. С. Лялевича «с простым фасадом художественной композиции», отличающийся организацией плана, хорошей освещённостью и связью между помещениями. Фасад был задуман асимметричным — левый ризалит узкий, с пилонами и большим витражом, на третьих окнах окна залов были шире, чем окна кабинетов второго этажа. В декоре были задуманы скульптуры со сферами и панно на морскую тематику. Третью премию получил С. Г. Гингер за самый экономный, удобный по группировке помещений и интересный по обработке фасада проект Ars; фасад также был асимметричным, с левым членением, соответствовавшим залу и занимавшим половину фасада. В проекте также был задуман большой витраж, размещённый под высоким щипцом.
Вторую премию получил проект Ф. И. Лидваля «Банк» (в дальнейшей переработке в сравнении с поданным на конкурс виде), более соответствовавший «привычным представлениям об архитектуре банков». Известно, что в первой версии проекта в середине фасада было пять разделённых колонками окон, фасад был увенчан статуями; в проектировании участвовал Андрей Оль (неизвестно, в качестве исполнителя идей или их автора), один из его эскизов, составленный за 10 дней до окончания конкурса, как и финальный проект, содержит в центре тройные окна, рустованные пилоны и вход-впадину между боковыми арками. В финальном проекте здание разделено на три части как по вертикали, так и по горизонтали. В нижнем ярусе расположен вход и арки с пилонами между ними, в среднем ярусе 2-3 этажа по центру был расположен арочный проём с межэтажным антаблементом с балюстрадой на колоннах ионического ордера (эта арка перекликается с мотивами русского ампира, так называемым «мотивом Жилярди», необычно поднятым на пилонах и, возможно, отсылает к зданию Общества взаимного кредита и зданию Азовского коммерческого банка). Стены по сторонам арки рустованы. Третий ярус — глухой аттик с фигурами Гениев Славы над архивольтом с орнаментом. Впрочем, по мнению жюри фасад был менее интересен, чем план с операционным залом, освещённым через два узких боковых двора сквозь трёхгранные стеклянные эркеры (в конечном счёте не реализованные) и железостеклянный потолок. Над залом была денежная кладовая с несгораемыми ящиками, задний двор, в правой части которого было жильё для служащих, позволял расширить здание.
Вариант с чуть изменённой планировкой (три эркера по бокам вместо пяти, служительский флигель слева) и заметно изменённым фасадом (созданием окна вместо «мотива Жилярди» с архивольтом, по три дополнительных окна по сторонам от него — для четвёртого этажа с залом собраний, фронтонное завершение вместо аттика, рельефы между 2 и 3 этажами) был подан на согласование в Городскую управу 9 июня. В дальнейшем архитектор изменил окна верхнего яруса, «разорвал» рустовку среднего яруса на вертикальные полосы, создающие впечатление пилонов, тройные окна по центру были визуально вновь объединены в высокую арку с архивольтом двумя серогранитными гранёными столбиками с бороздками там, где у колонн-предшественниц были бы капители. Гладкий щипцовый фронтон без карнизов в финальном варианте сделан на всю ширину здания, на средней оси расположены небольшие балконы, в оконных переплётах использованы различные геометрические узоры — клетка, крестик, овалы, многолучевые фигуры. Модель фасада для проверки восприятия была изготовлена Я. А. Троупянским.
Основная часть здания была построена под руководством Н. В. Смирнова в 1907 году. Облицовка и отделка были завершены в 1909 году. На первом в Петербурге гранитном банковском фасаде использована различная обработка камня — серый камень полирован, оставлен с грубой фактурой, гладко тёсан.
Барельефы для здания выполнил А. Л. Козельский. На двух панно в центре фасада обнажённые мужские фигуры, одна из которых — Меркурий, боковые изображения с фруктовыми гирляндами парные, поверху расположены маскароны со змеями, внизу — женские фигуры с сосудами и плодами.
Стеклянный потолок операционного зала подвешен под зенитным фонарём на фермах системы Вигмана-Полонсо, его сетка перекликается с шахматным мраморным полом. На стенах на двух уровнях сделаны широкие окна, в торцах были оставлены (и на 2017 год застеклены) пилоны и перекрытия с глубокими балконами; балконы с ограждением простого рисунка идут по всему периметру зала. В панно вестибюля расположено многофигурное панно, вновь с Меркурием. У парадной лестницы ступени из белого мрамора, ограждение с масками Горгоны, у основания лестницы размещена серомраморная тумба с шаром, обвитым грозной бронзовой змеёй. Стены лестницы оформлены вертикальными полосками и поясом меандра. Металлические галереи, мостики и лестницы трёхуровневого хранилища сделаны обществом «Панцер».
Г. К. Лукомский под псевдонимом Ю. Рох назвал постройки этого здания и здания Азовско-Донского банка единственным положительным строительным событием Петербурга летом 1909 года. В. Я. Курбатов отмечал, что у здания будто бы не закончен верх и «неприятно» расположены скульптуры, но считал его в целом удачным. Согласно П. Я. Канну, здание — одно из лучших архитектурных украшений Садовой улицы.
Во время Первой мировой войны в здании размещалось Всероссийское общество помощи военнопленным. В 1920-х годах здание занимало Торгово-промышленное общество взаимного кредита, далее Госпроектстрой (Ленпромстройпроект, Севзаптрансстрой), в 1989—2015 годах в здании был расположен «Балтийский банк».
В интерьерах сохранились люстры и радиаторы, двери и окна. Дворовые корпуса были надстроены. Дом описан в дневнике Юры Рябинина — части «Блокадной книги» А. Адамовича и Д. Гранина.